# Furnariides
L'infraordine Furnariides Moyle et al., 2009 è un ampio raggruppamento di uccelli passeriformi del sottordine dei Tyranni (o Suboscines), che comprende circa 600 specie diffuse nella regione neotropicale.

## Descrizione
Tutte le specie di questo raggruppamento si caratterizzano per la presenza di una siringe di tipo tracheofono.

## Distribuzione e habitat
Le specie dell'infraordine Furnariides hanno un areale centrato prevalentemente sulle foreste tropicali del Centro America e del Sud America, che si estende alla regione temperata del Sud America meridionale; oltre che nelle foreste tropicali li si può osservare in differenti habitat, comprese le foreste montane, le macchie aride, e le zone umide.

## Tassonomia
La monofilia del clade Furnariides è stata dimostrata da numerosi studi filogenetici.
Il Congresso Ornitologico Internazionale (aprile 2014) riconosce le seguenti famiglie:
- famiglia Furnariidae G.R.Gray, 1840 (307 spp.)[9]
- famiglia Thamnophilidae Swainson, 1824 (232 spp.)
- famiglia Formicariidae G.R.Gray, 1840 (12 spp.)
- famiglia Grallariidae P.L.Sclater & Salvin, 1873 (51 spp.)
- famiglia Conopophagidae P.L.Sclater & Salvin, 1873 (11 spp.)
- famiglia Rhinocryptidae Wetmore, 1930 (57 spp.)
- famiglia Melanopareiidae Ericson et al., 2010 (4 spp.)